# Jan Inghes torg

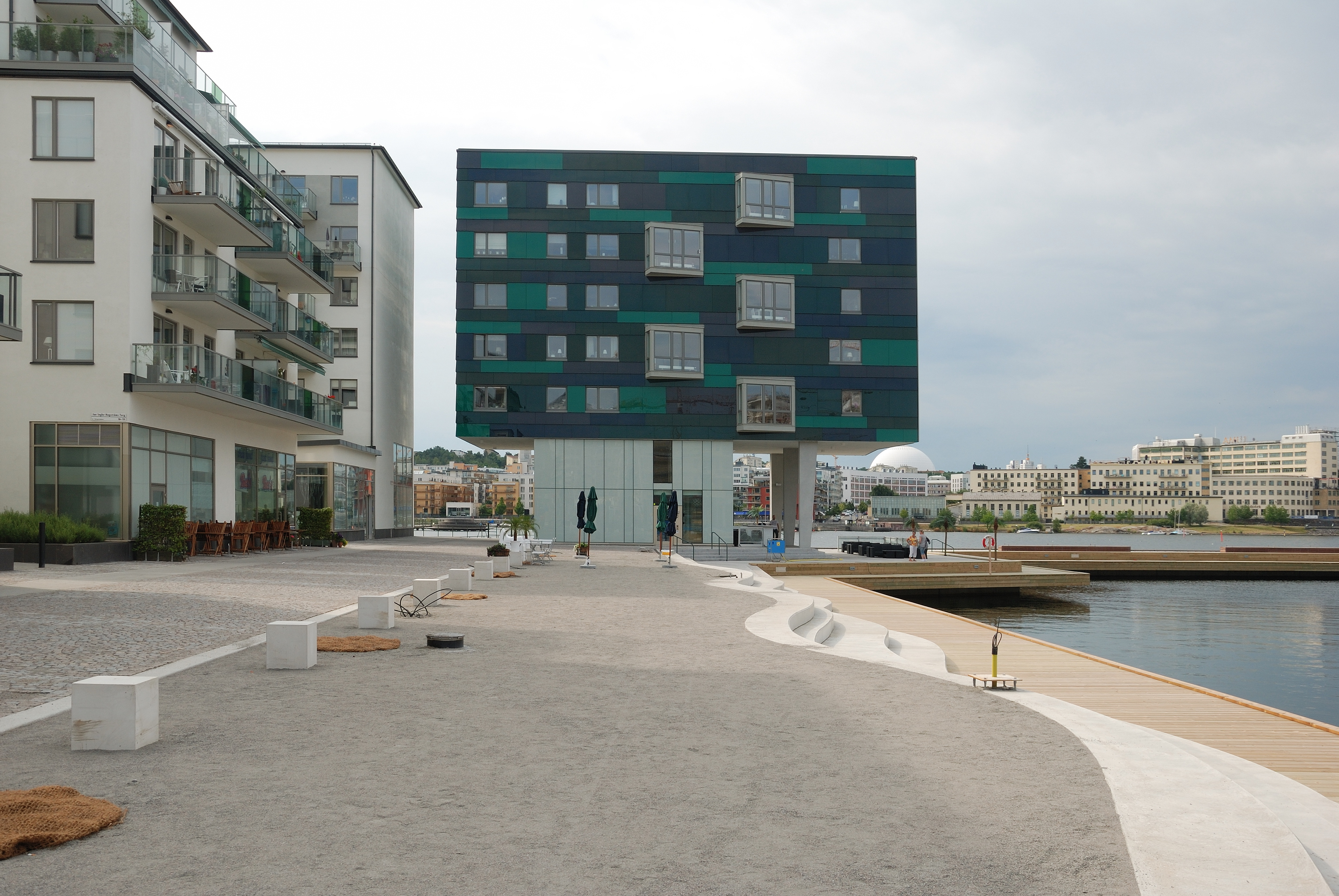
Torget under färdigställande i juli 2011.

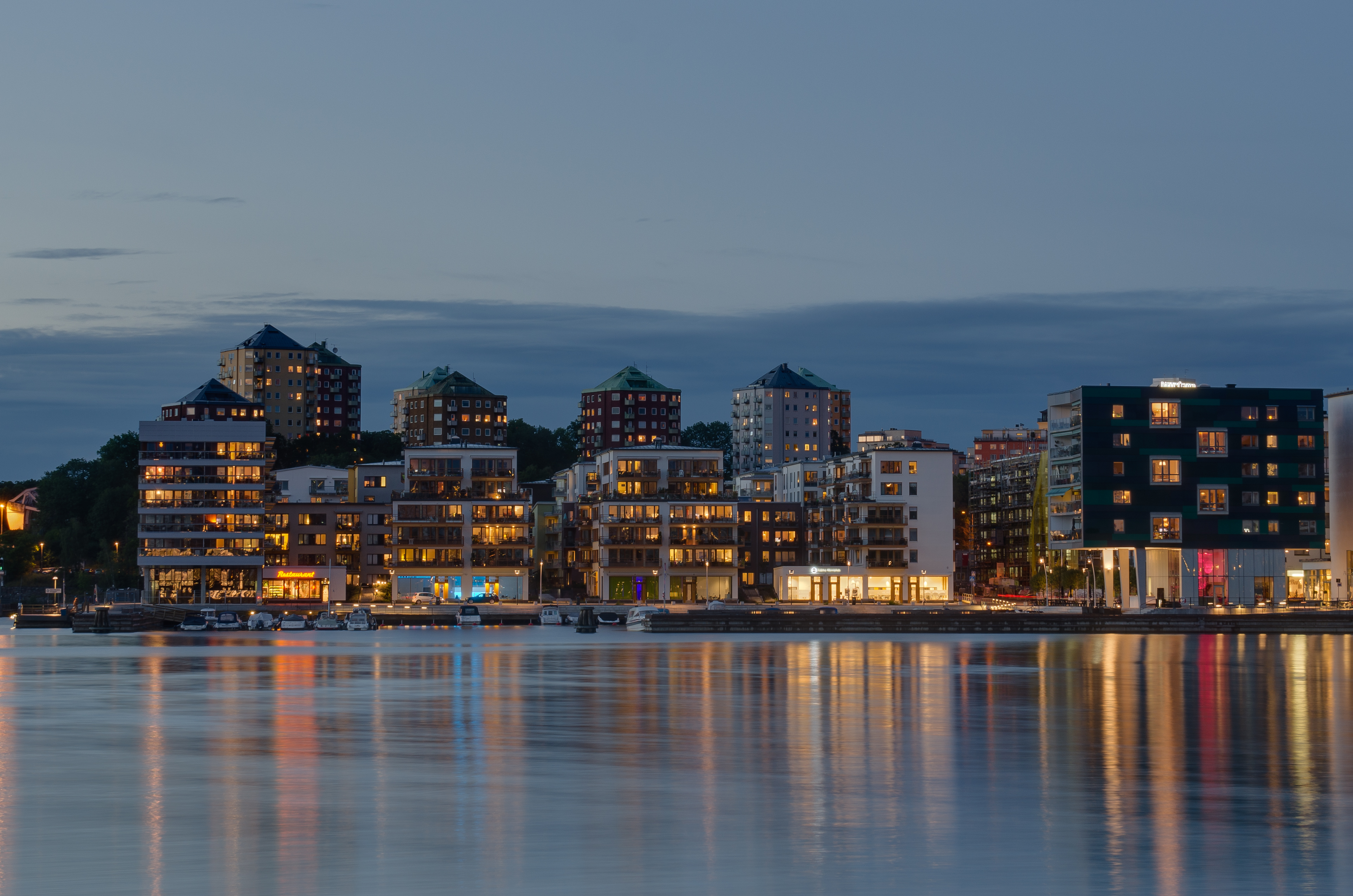
Torget sett från Luma.

Jan Inghes torg är en öppen plats i Henriksdalshamnen, Hammarby sjöstad (formellt i stadsdelen Södra Hammarbyhamnen, Stockholms kommun).
Platsen ligger i direkt anslutning till Hammarby sjö, vid kvarteret Hammarbyverken.. Namnet Hamntorget var först tänkt att användas men torget döptes i stället efter Jan Inghe-Hagström, som var planarkitekt i Stockholms kommun och deltog bland annat i planeringen av Södra stationsområdet. Som planchef för Hammarby sjöstad hade han stor betydelse för hur området har utvecklats ända sedan 1990. Jan Inghe-Hagström gick hastigt bort 2005, 61 år gammal.
Ursprungligen fick torget namn efter Jan Inghe-Hagströms fullständiga namn, Jan Inghe-Hagströms torg. Det långa namnet ledde dock till problem vid adressangivelser. Stockholms stadsbyggnadsnämnd beslöt 2012-03-29 att korta namnet på torget i enlighet med det namn han var känd under bland sina medarbetare. Det heter numera "Jan Inghes Torg".